# Julia Schiff
Julia Schiff (n. 1940, Deta, județul Timiș-Torontal) este o traducătoare și scriitoare de limba germană, originară din România.

## Biografie[1]
Provine dintr-o familie ai cărei strămoși imigraseră cu 300 de ani în urmă din Lothringen și Saarland și care ajunseseră oameni înstăriți. Când avea 11 ani, Julia a fost deportată în Bărăgan, împreună cu familia. Experiența tristă a celor 5 ani petrecuți în Bărăgan a stat la baza romanului Steppensalz, apărut în 2001. La scrierea romanului a folosit și jurnalul de însemnări zilnice al tatălui său, Dr. Antal Büchl.
După ce a fost învățătoare, a urmat Facultatea de filologie (română și franceză) a Universității din Timișoara. Apoi a lucrat ca profesoară la gimnaziu.
În 1981 a emigrat în Republica Federală Germania și s-a stabilit la München. Acolo a lucrat în special la traduceri din limba maghiară în limbile română și germană, în colaborare cu Robert Schiff, în special din Tizedelöccédulák, de Márton Kalász, în 2001. 
A publicat poezii, povestiri, recenzii, eseuri, reportaje, articole despre cultură și istoria culturii în ziare, reviste. Unele au fost difuzate și la emisiuni de radio.
Julia Schiff a fost aleasă în august 2002 vicepreședintă a asociației culturale a Germaniei de sud-est Südostdeutsches Kulturwerk, din München.

## Scrieri proprii
- Steppensalz / Baraganverschleppung (Aufzeichnungen eines Deportierten), Editura Südostdeutsches Kulturwerk, München, 2000 [5] (Descrie deportările în Bărăgan ale șvabilor din anii 1950)
- Nachtfalterzeit, Gedichte (versuri), Editura Wiesenburg, Schweinfurt, 2008 [6]
- Reihertanz (roman), 268 p., Editura Traian Pop, 2011, ISBN-10: 3863560140; ISBN-13: 978-3863560140[7]
- Katzengold, 142 p., Verlag Sibylla Wegener, 2014, (disponibil și ca eBook), ISBN 978-3-9815766-7-2 [8]

## Traduceri
- Wolfgang Sréter: Traglinger (Erzählung), traducere în limba română de Julia Schiff, Editura A 1, München, 1993
- Mariana Șora: Verirrung (romanul Rătăcire), Traducere din română în germană de Julia Schiff. Editura Fundației Culturale Române, 1995.
- Irene Mokka: Keine Blüte kein Weg. Gedichte. Se virag Se ut. Versek Traducere din limba germană în limba maghiară de Julia Schiff, Editura Kriterion, București, 1996
- Ana Blandiana: Was fehlt uns?, Poezii. Traducere din română în germană de Julia Schiff.
- Márton Kalász: Dunkle Wunde Versuri traduse din limba maghiară în germană, 1999
- Márton Kalász: Dezimierungszettel, Versuri traduse din limba maghiară în germană, 2004
- Ottó Fenyvesi: Blues über dem Ozean (traducere din limba maghiară în germană a volumului de versuri Blues az óceán fölött), 2009.[2]
- Veronica Balaj: Piruetă pe catalige / Pirouette auf Stelzen (versuri), ediție bilingvă, traducere în germană, Editura Brumar, 2010[9]
- Tibor Zalán: Es néhánz akvarell / Und einige Aquarelle (versuri). Ediție bilingvă. Traducere din maghiară în germană
- László Bertók: Ameisen ziehen (traducere din limba maghiară în germană a volumului de versuri Hangyák vonulnak), 2010.[2]
- János Marno: Licht machen, nur um Schatten zu sehen (traducere din limba maghiară în germană a volumului de versuri Fényt csinálni csakhogy árnyékot láthass, ediție bilingvă), 2010.[2]

## Premii și burse
- Premiul pentru lirică al Editurii L Loßburg, 1989;
- Premiul cultural al șvabilor bănățeni al landului Baden-Württemberg, 2001;[10]
- Bursă pentru traduceri acordată de fundația Magyar Fordítók, Budapesta.